# Viven-Bessières (arme)

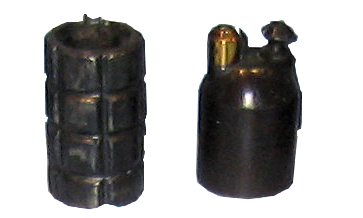
Grenade VB (à droite).

La grenade à fusil Viven-Bessières, du nom de ses inventeurs,, dite aussi "grenade V-B", et officiellement dénommée "obus Viven-Bessières" dans les règlements et fascicules d'Instruction militaire, est une arme utilisée par l'infanterie de l'armée française à compter de 1914.

## Description et caractéristiques

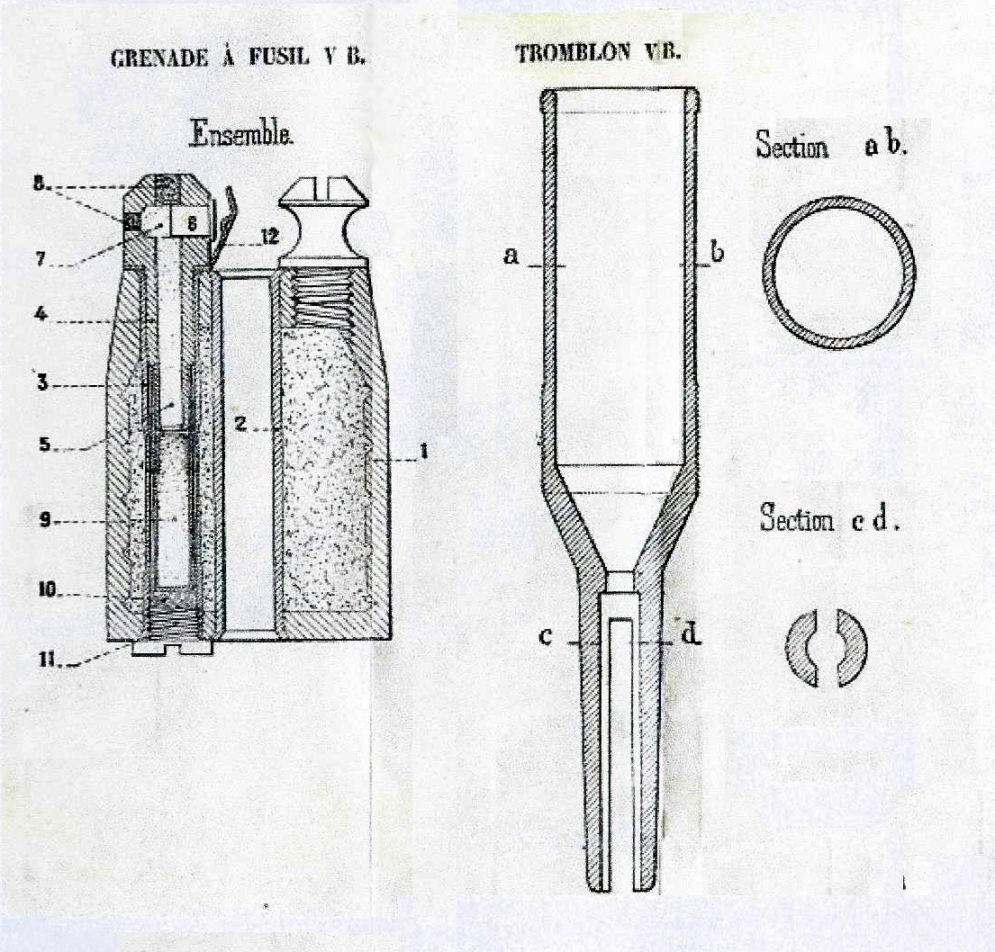
Tromblon et grenade-fusil VB 1916.

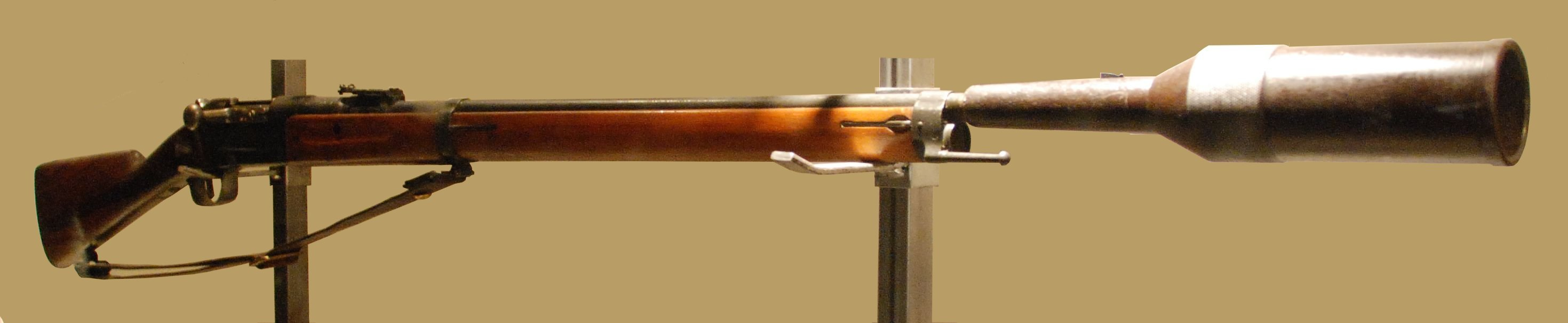
Fusil Lebel équipé du tromblon VB.

Ce lance-grenades se compose de deux éléments, le tromblon et le projectile.

### Le tromblon
D'un diamètre de 50 millimètres, il pèse à peu près 1,5 kilo. Il est emmanché sur l’extrémité du canon.
En dehors de son utilisation, il est transporté dans un étui de cuir ou de toile. Ces étuis sont confectionnés par chaque régiment.

### Le projectile

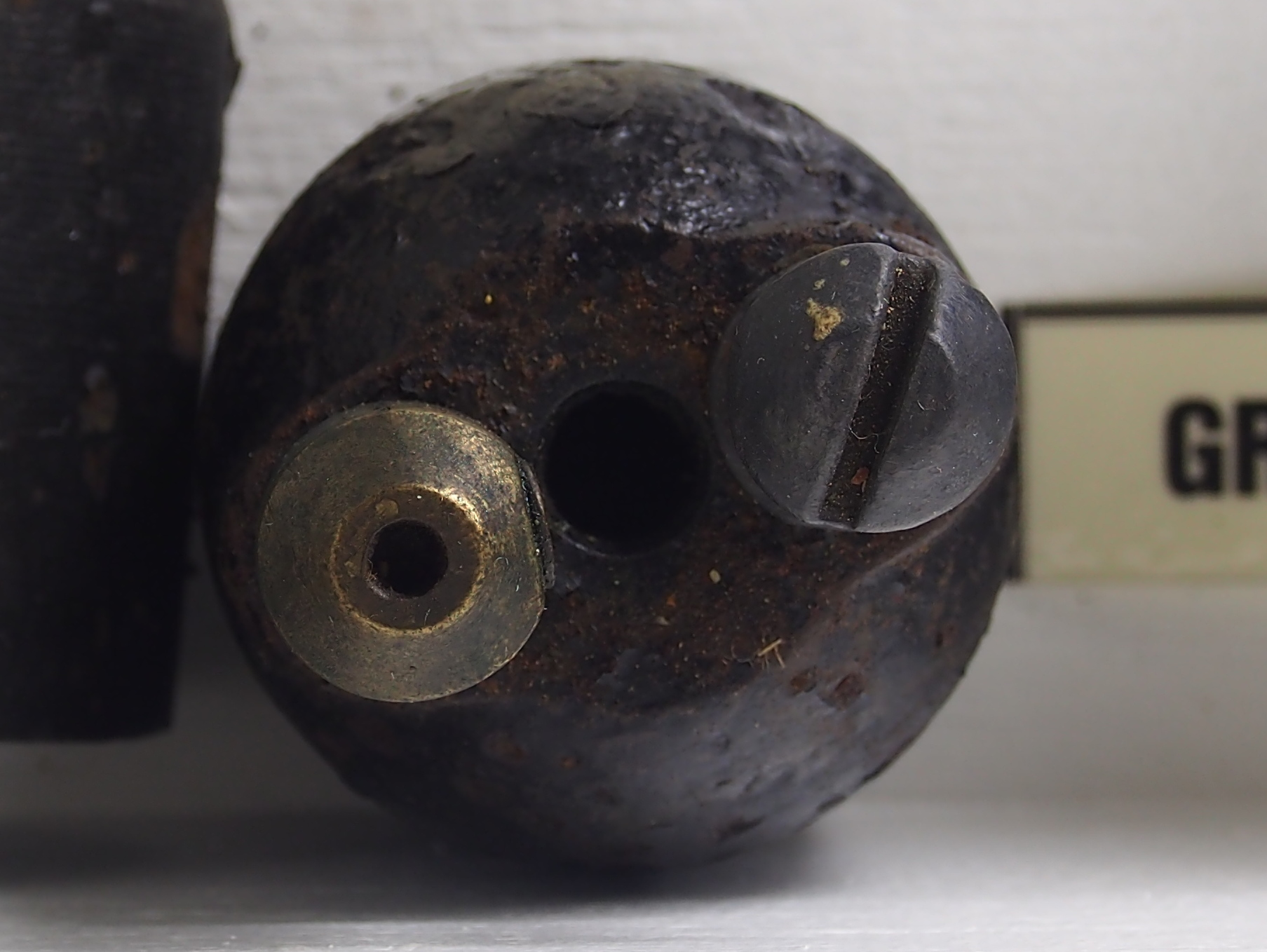
Grenade Viven-Bessières, vue de dessus.

De forme cylindrique, il est réalisé en fonte avec un quadrillage interne destiné à faciliter son fractionnement lors de son éclatement. Son poids est de 490 grammes environ (cela varie selon les versions). Il contient 60 grammes de cheddite.
Il comporte deux tubes internes. Le premier, central, permet le passage de la balle qui envoie la grenade. Le second contient le détonateur.
Il est lancé en tirant une cartouche normale, la balle passant par le tube au centre du projectile. En passant, elle enfonce une palette "visible sur le côté droit du tube laiton de la grenade VB photographiée ci-dessus" qui écrase une amorce provoquant la mise à feu de l'allumeur retardateur  interne, ce dernier provoque la mise à feu de la charge explosive environ 8 secondes plus tard. Les gaz générés par le tir de la cartouche suffisent à propulser la grenade.
Il existe aussi des projectiles porte-message, type Brandt, destinés à envoyer un message écrit. Ce projectile bénéficie d'un fumigène jaune destiné à améliorer sa récupération. D'autres versions concernent des projectiles fumigènes ou éclairants. Ces différents types de projectiles doivent, eux, être tirés avec une cartouche spéciale, sans balle.

## Mise en œuvre
Les V-B sont mis en œuvre par des grenadiers au niveau de chaque compagnie d'infanterie. Initialement, ils sont 8 par compagnie. Leur nombre augmentera régulièrement tout au long du conflit.
Si le fusil équipé peut être tiré à l'épaule, la force du recul induit qu'il vaut mieux tirer la grenade avec la crosse du fusil posée au sol. Cette méthode permet aussi d'obtenir une portée plus importante. Ainsi, un angle de 80 degrés donnera une portée de 85 mètres ; un angle de 45 degrés donnera une portée de 190 mètres. Pour simplifier les calculs, des chevalets seront aussi fournis. Les fusils sont placés sur ceux-ci, simplifiant les calculs de portée.

## Utilisation

### 1914 - 1918
D'après les règlements et fascicules d'Instruction militaire, il y a deux grands modes d'utilisation des grenades V-B. Il y a les "tirs d'usure" et les "tirs de saturation".
Dans le premier cas, il s'agit de viser les lieux de passage ou de stationnement dans les tranchées ennemies. Un des exemples cités propose de viser les boyaux par lesquels passe le ravitaillement ennemi, voire l'emplacement des latrines si celles-ci ont pu être repérées.
Dans le second cas, il s'agit, lors d'un assaut, de saturer une zone, à la manière de ce que pourrait faire l'artillerie. Par exemple, pour neutraliser les nids de mitrailleuses ; ou, dans la défensive, de tirer sur les boyaux par lesquels peuvent venir les renforts ennemis.
L'armée américaine adoptera aussi cette arme et la mettra en œuvre à partir de juillet 1917. Dans un premier temps, avec du matériel fourni par la France ; dans un second temps, en produisant eux-mêmes tromblons et grenades et en les adaptant à leurs fusils Enfield M1917 et M1903. La grenade « à message » n'a pas été retenue par les Américains.

### Après la fin de la Première Guerre mondiale
Le fusil V-B continue à faire partie de la panoplie du fantassin français au début de la Seconde Guerre mondiale.
Après le conflit, il est peu à peu abandonné par l'armée ; mais on le retrouve toujours dans l'équipement des forces de maintien de l'ordre jusque dans les années 1990 pour lancer les grenades lacrymogènes.